# Tellurure de germanium
Le tellurure de germanium est un composé chimique de formule GeTe faisant partie de la famille des verres de chalcogénure. C'est un conducteur semi-métallique qui possède un comportement ferroélectrique.
Il se présente sous trois formes cristallines : α (rhomboédrique) et γ (orthorhombique) à température ambiante et β (cubique) à haute température.